# Л'Арбос
л'Арбо́с (кат. L'Arboç, вимова літературною каталанською [łəɾ'bos]) - муніципалітет, розташований в Автономній області Каталонія, в Іспанії. Код муніципалітету за номенклатурою Інституту статистики Каталонії - 430167. Знаходиться у районі (кумарці) Баш-Панадес (коди району - 12 та BP) провінції Таррагона, згідно з новою адміністративною реформою перебуватиме у складі баґарії (округи) Камп-да-Таррагона. 

## Назва муніципалітету
Назва муніципалітету походить від лат. arbŭtĕu.

## Населення
Населення міста (у 2007 р.) становить 5.063 особи (з них менше 14 років - 17,0%, від 15 до 64 - 68,8%, понад 65 років - 14,2%). У 2006 р. народжуваність склала 70 осіб, смертність - 41 особа, зареєстровано 24 шлюби. У 2001 р. активне населення становило 1.745 осіб, з них безробітних - 166 осіб.

Серед осіб, які проживали на території міста у 2001 р., 2.148 народилися в Каталонії (з них 1.062 особи у тому самому районі, або кумарці), 1.333 особи приїхали з інших областей Іспанії, а 234 особи приїхали з-за кордону. 

Вищу освіту має 5,3% усього населення. 

У 2001 р. нараховувалося 1.286 домогосподарств (з них 17,1% складалися з однієї особи, 26,5% з двох осіб,23,9% з 3 осіб, 23,0% з 4 осіб, 6,2% з 5 осіб, 1,9% з 6 осіб, 0,7% з 7 осіб, 0,4% з 8 осіб і 0,2% з 9 і більше осіб).

Активне населення міста у 2001 р. працювало у таких сферах діяльності : у сільському господарстві - 5,0%, у промисловості - 41,4%, на будівництві - 12,9% і у сфері обслуговування - 40,7%. 

 У муніципалітеті або у власному районі (кумарці) працює 1.427 осіб, поза районом - 828 осіб.

### Безробіття
У 2007 р. нараховувалося 153 безробітних (у 2006 р. - 172 безробітних), з них чоловіки становили 36,6%, а жінки - 63,4%.

## Економіка

### Підприємства міста

#### Промислові підприємства
| \| Промислові підприємства міста, за сферою діяльності \| Промислові підприємства міста, за сферою діяльності \| Промислові підприємства міста, за сферою діяльності \| \| Рік \| 2002 р. \| 2001 р. \| \| --------------------------------------------------- \| --------------------------------------------------- \| --------------------------------------------------- \| \| Енергетичні та водні ресурси \| 12,8% \| 13,0% \| \| Хімія та метали \| 10,6% \| 10,9% \| \| Переробка металів \| 48,9% \| 45,7% \| \| Продукти харчування \| 14,9% \| 15,2% \| \| Текстиль \| 4,3% \| 4,3% \| \| Виробництво меблів, видання \| 6,4% \| 6,5% \| \| Інше \| 2,1% \| 4,3% \| \| Усього підприємств \| 47 \| 46 \| |         |         |
| Промислові підприємства міста, за сферою діяльності |         |         |
| Рік | 2002 р. | 2001 р. |
| Енергетичні та водні ресурси | 12,8%   | 13,0%   |
| Хімія та метали | 10,6%   | 10,9%   |
| Переробка металів | 48,9%   | 45,7%   |
| Продукти харчування | 14,9%   | 15,2%   |
| Текстиль | 4,3%    | 4,3%    |
| Виробництво меблів, видання | 6,4%    | 6,5%    |
| Інше | 2,1%    | 4,3%    |
| Усього підприємств | 47      | 46      |

#### Роздрібна торгівля
| \| Підприємства роздрібної торгівлі міста, за сферою діяльності \| Підприємства роздрібної торгівлі міста, за сферою діяльності \| Підприємства роздрібної торгівлі міста, за сферою діяльності \| \| Рік \| 2002 р. \| 2001 р. \| \| ------------------------------------------------------------ \| ------------------------------------------------------------ \| ------------------------------------------------------------ \| \| Продукти харчування \| 38,7% \| 36,4% \| \| Одяг та взуття \| 14,5% \| 13,6% \| \| Товари для дому \| 9,7% \| 9,1% \| \| Книги та періодичні видання \| 3,2% \| 1,5% \| \| Промислова хімічна продукція \| 12,9% \| 15,2% \| \| Продукція, пов'язана з транспортними засобами \| 6,5% \| 6,1% \| \| Інше \| 14,5% \| 18,2% \| \| Усього підприємств \| 62 \| 66 \| |         |         |
| Підприємства роздрібної торгівлі міста, за сферою діяльності |         |         |
| Рік | 2002 р. | 2001 р. |
| Продукти харчування | 38,7%   | 36,4%   |
| Одяг та взуття | 14,5%   | 13,6%   |
| Товари для дому | 9,7%    | 9,1%    |
| Книги та періодичні видання | 3,2%    | 1,5%    |
| Промислова хімічна продукція | 12,9%   | 15,2%   |
| Продукція, пов'язана з транспортними засобами | 6,5%    | 6,1%    |
| Інше | 14,5%   | 18,2%   |
| Усього підприємств | 62      | 66      |

#### Сфера послуг
| \| Підприємства міста, що працюють у сфері послуг, за діяльністю \| Підприємства міста, що працюють у сфері послуг, за діяльністю \| Підприємства міста, що працюють у сфері послуг, за діяльністю \| \| Рік \| 2002 р. \| 2001 р. \| \| ------------------------------------------------------------- \| ------------------------------------------------------------- \| ------------------------------------------------------------- \| \| Гуртова торгівля \| 12,2% \| 11,4% \| \| Готелі та готельний бізнес \| 21,1% \| 19,5% \| \| Транспорт та зв'язок \| 17,1% \| 14,6% \| \| Посередницькі фінансові послуги \| 4,1% \| 3,3% \| \| Послуги підприємствам \| 4,1% \| 3,3% \| \| Послуги фізичним особам \| 30,1% \| 33,3% \| \| Нерухомість та ін. \| 11,4% \| 14,6% \| \| Усього підприємств \| 123 \| 123 \| |         |         |
| Підприємства міста, що працюють у сфері послуг, за діяльністю |         |         |
| Рік | 2002 р. | 2001 р. |
| Гуртова торгівля | 12,2%   | 11,4%   |
| Готелі та готельний бізнес | 21,1%   | 19,5%   |
| Транспорт та зв'язок | 17,1%   | 14,6%   |
| Посередницькі фінансові послуги | 4,1%    | 3,3%    |
| Послуги підприємствам | 4,1%    | 3,3%    |
| Послуги фізичним особам | 30,1%   | 33,3%   |
| Нерухомість та ін. | 11,4%   | 14,6%   |
| Усього підприємств | 123     | 123     |

## Житловий фонд
У 2001 р. 4,0% усіх родин (домогосподарств) мали житло метражем до 59 м2, 48,8% - від 60 до 89 м2, 28,8% - від 90 до 119 м2 і
18,4% - понад 120 м2.

З усіх будівель у 2001 р. 33,7% було одноповерховими, 43,5% - двоповерховими, 15,5
% - триповерховими, 5,7% - чотириповерховими, 1,5% - п'ятиповерховими, 0,1% - шестиповерховими,
0,0% - семиповерховими, 0,0% - з вісьмома та більше поверхами.

## Автопарк
| \| Автомобілі, зареєстровані у місті, за призначенням \| Автомобілі, зареєстровані у місті, за призначенням \| Автомобілі, зареєстровані у місті, за призначенням \| \| Рік \| 2006 р. \| 2005 р. \| \| -------------------------------------------------- \| -------------------------------------------------- \| -------------------------------------------------- \| \| Приватні автомобілі \| 72,2% \| 72,4% \| \| Мотоцикли \| 7,9% \| 7,7% \| \| Вантажівки \| 15,4% \| 15,4% \| \| Трактори \| 0,9% \| 0,9% \| \| Автобуси та ін. \| 3,6% \| 3,6% \| \| Усього автомобілів \| 3.461 шт. \| 3.244 шт. \| |           |           |
| Автомобілі, зареєстровані у місті, за призначенням |           |           |
| Рік | 2006 р.   | 2005 р.   |
| Приватні автомобілі | 72,2%     | 72,4%     |
| Мотоцикли | 7,9%      | 7,7%      |
| Вантажівки | 15,4%     | 15,4%     |
| Трактори | 0,9%      | 0,9%      |
| Автобуси та ін. | 3,6%      | 3,6%      |
| Усього автомобілів | 3.461 шт. | 3.244 шт. |

## Вживання каталанської мови
У 2001 р. каталанську мову у місті розуміли 92,0% усього населення (у 1996 р. - 93,2%), вміли говорити нею 70,1% (у 1996 р. - 
70,6%), вміли читати 69,5% (у 1996 р. - 68,1%), вміли писати 46,7
% (у 1996 р. - 41,1%). Не розуміли каталанської мови 8,0%.

## Політичні уподобання
У виборах до Парламенту Каталонії у 2006 р. взяло участь 1.837 осіб (у 2003 р. - 2.035 осіб). Голоси за політичні сили розподілилися таким чином:
| \| Вибори до Парламенту Каталонії \| Вибори до Парламенту Каталонії \| Вибори до Парламенту Каталонії \| \| Рік \| 2006 р. \| 2003 р. \| \| -------------------------------------- \| ------------------------------ \| ------------------------------ \| \| Конвергенція та Єднання (CiU) \| 29,8% \| 32,5% \| \| Соціалістична партія Каталонії (PSC) \| 32,3% \| 36,7% \| \| Народна партія (PP) \| 8,7% \| 8,1% \| \| Ініціатива за Каталонію — Зелені (ICV) \| 7,3% \| 5,4% \| \| Республіканська лівиця Каталонії (ERC) \| 17,9% \| 16,4% \| \| Громадяни — Громадянська партія (C's) \| 1,6% \| 0,0% \| \| Інші \| 2,4% \| 0,9% \| |         |         |
| Вибори до Парламенту Каталонії |         |         |
| Рік | 2006 р. | 2003 р. |
| Конвергенція та Єднання (CiU) | 29,8%   | 32,5%   |
| Соціалістична партія Каталонії (PSC) | 32,3%   | 36,7%   |
| Народна партія (PP) | 8,7%    | 8,1%    |
| Ініціатива за Каталонію — Зелені (ICV) | 7,3%    | 5,4%    |
| Республіканська лівиця Каталонії (ERC) | 17,9%   | 16,4%   |
| Громадяни — Громадянська партія (C's) | 1,6%    | 0,0%    |
| Інші | 2,4%    | 0,9%    |

У муніципальних виборах у 2007 р. взяло участь 2.137 осіб (у 2003 р. - 2.113 осіб). Голоси за політичні сили розподілилися таким чином:
| \| Муніципальні вибори \| Муніципальні вибори \| Муніципальні вибори \| \| Рік \| 2007 р. \| 2003 р. \| \| -------------------------------------- \| ------------------- \| ------------------- \| \| Конвергенція та Єднання (CiU) \| 34,5% \| 38,4% \| \| Соціалістична партія Каталонії (PSC) \| 37,1% \| 35,7% \| \| Народна партія (PP) \| 3,9% \| 4,3% \| \| Ініціатива за Каталонію — Зелені (ICV) \| 3,7% \| 6,3% \| \| Республіканська лівиця Каталонії (ERC) \| 20,8% \| 15,3% \| \| Громадяни — Громадянська партія (C's) \| 0% \| 0% \| \| Інші \| 0,0% \| 0,0% \| |         |         |
| Муніципальні вибори |         |         |
| Рік | 2007 р. | 2003 р. |
| Конвергенція та Єднання (CiU) | 34,5%   | 38,4%   |
| Соціалістична партія Каталонії (PSC) | 37,1%   | 35,7%   |
| Народна партія (PP) | 3,9%    | 4,3%    |
| Ініціатива за Каталонію — Зелені (ICV) | 3,7%    | 6,3%    |
| Республіканська лівиця Каталонії (ERC) | 20,8%   | 15,3%   |
| Громадяни — Громадянська партія (C's) | 0%      | 0%      |
| Інші | 0,0%    | 0,0%    |